# Imigração moçambicana no Reino Unido
O povo moçambicano no Reino Unido inclui cidadãos britânicos e imigrantes não-cidadãos e expatriados de ascendência moçambicana no Reino Unido.

## Demografia
O Censo de 2001 registrou 3.533 nascidos em Moçambique que residem no Reino Unido. De acordo com o Censo do Reino Unido de 2011, havia 5.734 residentes de origem moçambicana na Inglaterra, 59 no País de Gales, 97 na Escócia, e 36 na Irlanda do Norte. Desse total de 5.926 residentes nascidos em Moçambique, 2.482 viviam na Grande Londres, 1.372 nas Midlands Orientais e 571 no Sudeste da Inglaterra.
As cidades com mais residentes nascidos em Moçambique no Reino Unido são Londres (2.482), Leicester (1.184), Manchester (56), Birmingham (52) e Swindon (43).